# Kreis Offenbach

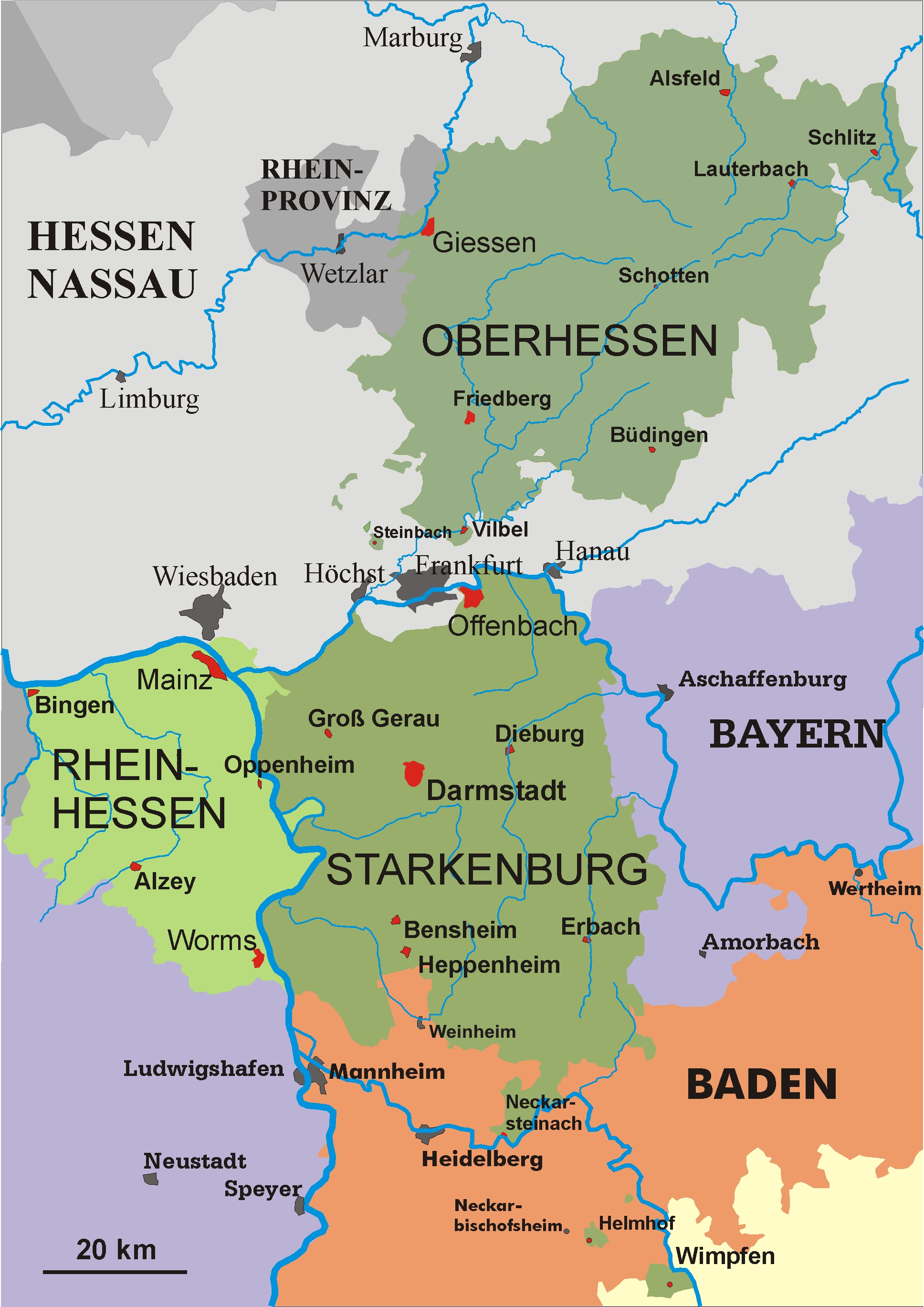
Hessen im Jahr 1930

Der Kreis Offenbach war bis 1. November 1938 ein Kreis in der Provinz Starkenburg des Großherzogtums und nachfolgend im Volksstaat Hessen. Aus ihm gingen der Stadt- und der Landkreis Offenbach hervor. Offenbach schied 1938 als kreisfreie Stadt aus dem Kreis aus, blieb aber Verwaltungssitz.

## Geschichte

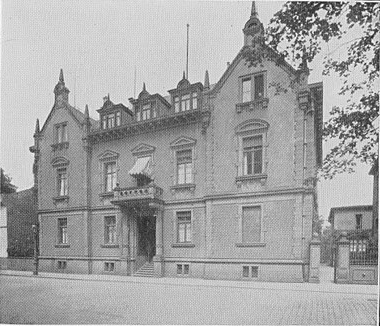
Kreisamt Offenbach, 1905

In der Gebietsreform von 1832 wurde der Kreis Offenbach aus den Landratsbezirken Offenbach und Seligenstadt sowie einem Teil des Landratsbezirks Langen gebildet.

Im Zuge der Revolution von 1848 im Großherzogtum Hessen wurden landesweit alle Kreise aufgelöst und deren Aufgaben von größeren Regierungsbezirken übernommen. Der Kreis Offenbach ging weitgehend im Regierungsbezirk Darmstadt auf, einige Gemeinden kamen in den Regierungsbezirk Dieburg. Diese Verwaltungsreform bestand jedoch nur knapp vier Jahre, als in der Reaktionsära 1852 der vorrevolutionäre Zustand – mit Änderungen im Detail – im Prinzip wieder hergestellt wurde.
Durch den Friedensvertrag vom 3. September 1866 zwischen Preußen und dem Großherzogtum Hessen kam die Gemeinde Rumpenheim aus dem Kreis Hanau zum Kreis Offenbach.
Am 1. Juli 1874 wurde dem Kreis Offenbach im Rahmen der hessischen Kreisreform die westlich von Frankfurt am Main gelegene Gemeinde Steinbach aus dem aufgelösten Kreis Vilbel als Exklave zugeordnet. Die bei der Kreisreform von 1874 geschaffene Gliederung hatte mehr als sechs Jahrzehnte Bestand.
Nach der 1936 erfolgten Auflösung der Provinzial- und Kreistage im nunmehrigen Volksstaat Hessen (ab 1918) und der 1937 durchgeführten Aufhebung der drei Provinzen Starkenburg, Oberhessen und Rheinhessen wurde am 1. November 1938 reichsweit eine Gebietsreform durchgeführt, in deren Rahmen die Stadt Offenbach als Stadtkreis verselbständigt wurde. Der verbleibende Teil des Kreises besteht seit dem 1. Januar 1939 unter der Bezeichnung Landkreis Offenbach.

## Leitende Beamte
Kreisräte
- 1832–1848  Wilhelm Ludwig Ferdinand Maurer
- 1852–1858  Wilhelm von Willich gen. von Pöllnitz
- 1858–0000 Robert Hoffmann, kommissarisch
- 1858–1859  Karl Ernst Ludwig Melior
- 1859–1870  Julius Rinck von Starck
- 1872–1877  Ludwig Karl von Grolmann
- 1877–1881  Gustav von Marquard
- 1881–1884  Karl Rothe
- 1884–1886  Friedrich Hallwachs
- 1886–1900  Wilhelm Haas
- 1900–1908  Friedrich von Hombergk zu Vach
- 1908–1914  Friedrich Lochmann
- 1915–1916  Heinrich Gennes
- 1916–1917 (1923) Gustav Spamer

Kreisdirektoren
- (1916) 1917–1923 Gustav Spamer
- 1923–1924  Friedrich Martin von Bechtold
- 1924–1931  Ernst Werner
- 1931–1934  Ernst Merck
- 1934–1938  Hans-Reinhard Koch

## Einwohnerzahlen
Die Entwicklung der Einwohnerzahlen im Kreis Offenbach:
| Datum | Einwohnerzahl |
| ----- | ------------- |
| 1852  | 43.282        |
| 1900  | 120.813       |
| 1910  | 161.569       |
| 1925  | 175.480       |
| 1933  | 185.038       |

## Gemeinden
Dem Kreis Offenbach gehörten bis zum 1. November 1938 die folgenden Gemeinden an:
| Gemeinde                 | Anmerkung                                                                            |
| ------------------------ | ------------------------------------------------------------------------------------ |
| Bieber                   | Am 1. April 1938 in die Stadt Offenbach eingemeindet                                 |
| Buchschlag               | Am 15. April 1913 neugebildet                                                        |
| Bürgel                   | Am 1. April 1908 in die Stadt Offenbach eingemeindet                                 |
| Dietesheim               |                                                                                      |
| Dietzenbach              |                                                                                      |
| Dreieichenhain           |                                                                                      |
| Dudenhofen               |                                                                                      |
| Egelsbach                |                                                                                      |
| Froschhausen             |                                                                                      |
| Götzenhain               |                                                                                      |
| Groß-Steinheim, Stadt    | Am 1. April 1938 mit Klein-Steinheim zur Stadt Steinheim am Main zusammengeschlossen |
| Hainhausen               |                                                                                      |
| Hainstadt                |                                                                                      |
| Hausen                   |                                                                                      |
| Heusenstamm              |                                                                                      |
| Jügesheim                |                                                                                      |
| Klein-Auheim             |                                                                                      |
| Klein-Krotzenburg        |                                                                                      |
| Klein-Steinheim          | Am 1. April 1938 mit Groß-Steinheim zur Stadt Steinheim am Main zusammengeschlossen  |
| Klein-Welzheim           |                                                                                      |
| Lämmerspiel              |                                                                                      |
| Langen, Stadt            |                                                                                      |
| Mainflingen              |                                                                                      |
| Mühlheim                 |                                                                                      |
| Neu-Isenburg, Stadt      |                                                                                      |
| Obertshausen             |                                                                                      |
| Offenbach, Stadt         |                                                                                      |
| Offenthal                |                                                                                      |
| Rembrücken               |                                                                                      |
| Rumpenheim               | Seit 1866 im Kreis Offenbach, vorher im Kreis Hanau                                  |
| Seligenstadt, Stadt      |                                                                                      |
| Sprendlingen             |                                                                                      |
| Steinbach                | Seit dem 1. Juli 1874 im Kreis Offenbach, vorher im Kreis Vilbel                     |
| Steinheim am Main, Stadt | Am 1. April 1938 neu gebildet                                                        |
| Weiskirchen              |                                                                                      |
| Zellhausen               |                                                                                      |
| Zeppelinheim             | Am 1. Januar 1938 neugebildet                                                        |